# Reprezentacja Kataru w piłce siatkowej mężczyzn
Reprezentacja Kataru w piłce siatkowej mężczyzn to narodowa reprezentacja tego kraju, reprezentująca go na arenie międzynarodowej
Największym sukcesem zespołu jest 3. miejsce zdobyte na Mistrzostwach Azji w 2023 roku. Reprezentacja Kataru po raz pierwszy w swojej historii w 2016 roku zagrała w Lidze Światowej oraz w Pucharze Azji, a w 2022 roku zadebiutowała na Mistrzostwach Świata.
W 2023 roku zdobyli drugie miejsce w FIVB Challenger Cup, przegrywając w tie-breaku z reprezentacją Turcji 2:3 w katarskim Doha.

## Skład reprezentacji Kataru naPuchar Azji 2025[2]
| Nr | Imię i nazwisko          | Rok urodzenia | Wzrost | Pozycja      |
| -- | ------------------------ | ------------- | ------ | ------------ |
|    | Miloš Stevanović         | 1988          | 192 cm | rozgrywający |
|    | Borislav Georgiev        | 1992          | 188 cm | rozgrywający |
|    | Mubarak Dahi Hammad      | 1991          | 201 cm | atakujący    |
|    | Nikola Vasić             | 1989          | 193 cm | przyjmujący  |
|    | Wadidi Raimi             | 1995          | 191 cm | przyjmujący  |
|    | Mohamed Waleed Widatalla | 2002          | 195 cm | przyjmujący  |
|    | Mohammed Ali Gammaa      | 1998          | 197 cm | przyjmujący  |
|    | Renan Ribeiro            | 1989          | 193 cm | przyjmujący  |
|    | Youssef Oughlaf          | 1989          | 203 cm | przyjmujący  |
|    | Mohamed Ibrahim Ibrahim  | 1985          | 206 cm | środkowy     |
|    | Osman Wagihalla          | 1993          | 195 cm | środkowy     |
|    | Belal Abunabot           | 1991          | 200 cm | środkowy     |
|    | Papemaguette Diagne      | 1997          | 210 cm | środkowy     |
|    | Naji Mahmoud             | 1994          | 175 cm | libero       |
|    | Sulaiman Saad            | 1987          | 182 cm | libero       |

## Udział i miejsca w turniejach[3]
| Rok  | Mistrzostwa Świata | Liga Światowa            | Mistrzostwa Azji | Igrzyska Azjatyckie | Puchar Azji |
| ---- | ------------------ | ------------------------ | ---------------- | ------------------- | ----------- |
| 2023 |                    |                          | 3. miejsce       | 4. miejsce          |             |
| 2022 | 21. miejsce        |                          |                  | 4. miejsce          |             |
| 2021 |                    |                          | 5. miejsce       |                     |             |
| 2019 |                    |                          | 9. miejsce       |                     |             |
| 2018 |                    |                          |                  | 4. miejsce          | 1. miejsce  |
| 2017 |                    | 8. miejsce (III dywizja) | 9. miejsce       |                     |             |
| 2016 |                    | 7. miejsce (III dywizja) |                  |                     |             |
| 2015 |                    |                          | 4. miejsce       |                     |             |
| 2014 |                    |                          |                  | 6. miejsce          |             |
| 2013 |                    |                          | 11. miejsce      |                     |             |
| 2011 |                    |                          | 12. miejsce      |                     |             |
| 2010 |                    |                          |                  | 8. miejsce          |             |
| 2009 |                    |                          | 14. miejsce      |                     |             |
| 2007 |                    |                          | 11. miejsce      |                     |             |
| 2006 |                    |                          |                  | 4. miejsce          |             |
| 2005 |                    |                          | 7. miejsce       |                     |             |
| 2003 |                    |                          | 11. miejsce      |                     |             |
| 2002 |                    |                          |                  | 8. miejsce          |             |
| 2001 |                    |                          | 11. miejsce      |                     |             |
| 1999 |                    |                          | 13. miejsce      |                     |             |
| 1998 |                    |                          |                  | 10. miejsce         |             |
| 1997 |                    |                          | 8. miejsce       |                     |             |
| 1995 |                    |                          | 10. miejsce      |                     |             |
| 1993 |                    |                          | 12. miejsce      |                     |             |
| 1989 |                    |                          | 19. miejsce      |                     |             |
| 1982 |                    |                          |                  | 8. miejsce          |             |